# Sparta (Illinois)
Sparta je grad u američkoj saveznoj državi Ilinois. Prema popisu stanovništva iz 2010. u njemu je živjelo 4.302 stanovnika.